# Artes liberales

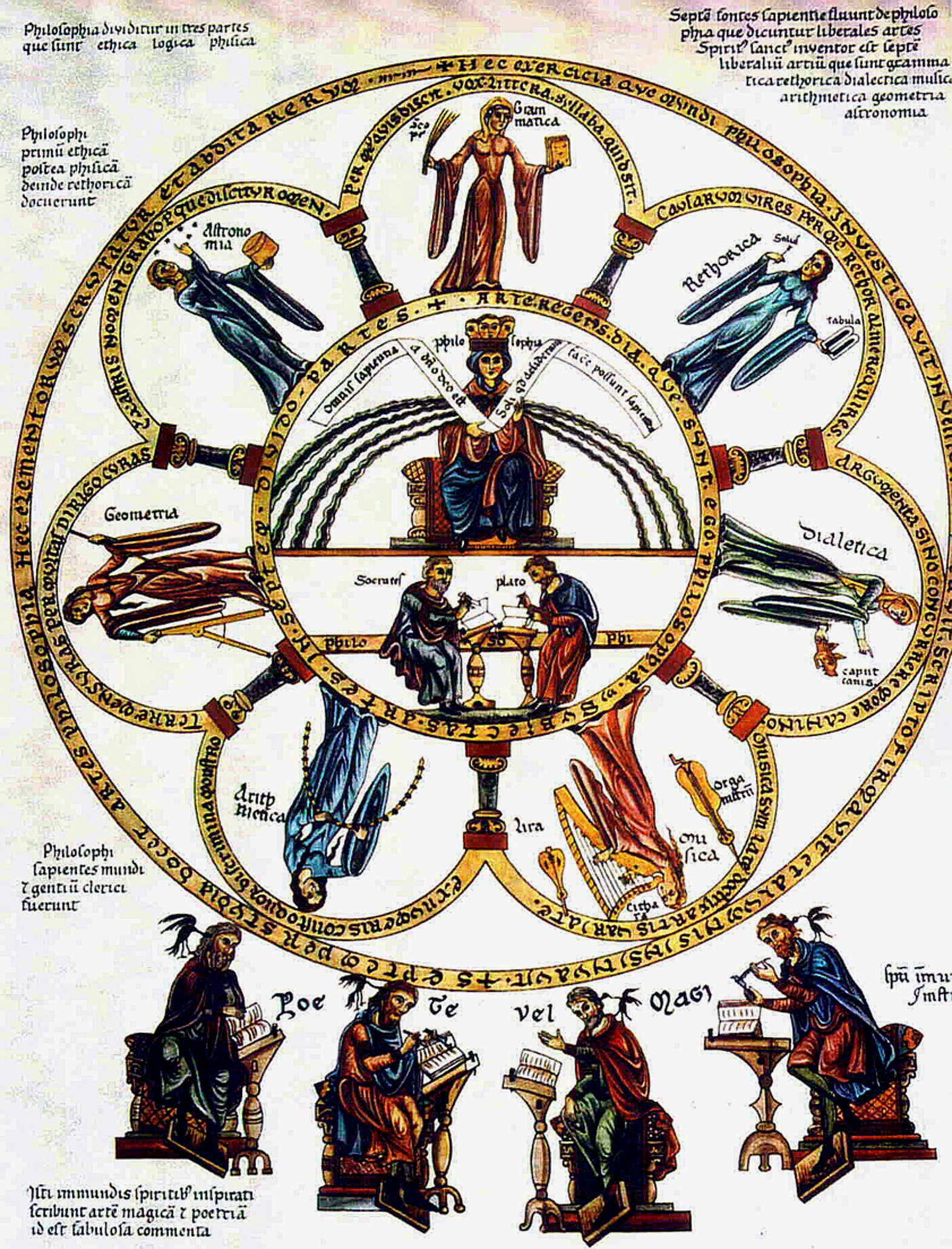
Las siete artes liberales, imagen del Hortus deliciarum de Herrada de Landsberg (siglo XII).

El término artes liberales es la expresión de un concepto medieval, heredado de la antigüedad clásica, que hace referencia a las artes (disciplinas académicas, oficios o profesiones) cultivadas por personas libres, por oposición a las artes serviles (oficios viles y mecánicos) propias de los siervos o esclavos.
La personificación como figuras femeninas de las siete artes liberales (Trivium et Quadrivium) es un tema iconográfico muy utilizado en el arte medieval y de la Edad Moderna.

## Las siete artes:Trivium et Quadrivium
La enumeración de siete artes liberales ya aparece en una obra del escritor latino Marciano Capella (Satyricon o De Nuptiis Philologiae et Mercurii et de septem Artibus liberalibus libri novem, entre 410 y 429). En la segunda mitad del siglo VI, Casiodoro procuró cristianizarlas y sistematizarlas como un cuerpo enciclopédico de conocimientos en sus Institutiones saecularium litterarum. Su uso en las escuelas monásticas y catedralicias de la Alta Edad Media generalizó el concepto, que se fijó particularmente a finales del siglo VIII, cuando Trivium et Quadrivium se adoptaron como currículo educativo por Alcuino de York para la Escuela Palatina de Aquisgrán. Así, se dividían los dos grupos de estudios: 
- Trivium significa en latín «tres vías o caminos»; agrupaba las disciplinas relacionadas con la elocuencia, según la máxima Gram. loquitur, Dia. vera docet, Rhet. verba colorat («la gramática ayuda a hablar, la dialéctica ayuda a buscar la verdad, la retórica colorea las palabras»). Así comprendían la gramática (lingua -«la lengua»-), dialéctica (ratio -«la razón»-) y retórica (tropus -«las figuras»-).

- Quadrivium[2] significa «cuatro caminos»; agrupaba las disciplinas relacionadas con las matemáticas, según la máxima Ar. numerat, Geo. ponderat, As. colit astra, Mus. canit. («la aritmética numera, la geometría pondera, la astronomía cultiva los astros, la música canta»); Arquitas (428 a. C. - 347 a. C.) sostuvo que la matemática estaba constituida también por tales disciplinas. Se estudiaba así la aritmética (numerus, los números), geometría (angulus, los ángulos), astronomía (astra, los astros) y música (tonus, los cantos).[3]

## Otras enumeraciones y otras artes
También existen enumeraciones más complejas, como la de Enrique de Villena el nigromántico, que lista cien artes o «ciencias» (todas las cuales habrían sido conocidas por Virgilio), de las cuales sesenta son «lícitas» y cuarenta «vedadas» (prohibidas, por derivarse de la magia o «malas artes»).
Como «artes liberales» se designaban en los studia generalia y la universidad medieval a los estudios que tenían como propósito acceder a las destrezas intelectuales especulativas y los conocimientos «generales» y «universales», antes que a destrezas prácticas y concretas de ocupaciones especializadas. A partir del Renacimiento, la consideración humanista de ciertas artes obviamente «manuales» como sublime llevó a los artistas y tratadistas de arte a esforzarse (con fuerte oposición) por definirlas como bellas artes o artes mayores, reservando para otras, menos prestigiosas (las artesanías), las denominaciones de artes decorativas o artes menores.

## Desarrollo del concepto en la Edad Media
El ámbito y alcance de las artes liberales evolucionó en el tiempo. Inicialmente se refería a la educación de las élites en los clásicos. Boecio («el último romano, el primer escolástico»), en un intento casi desesperado de transmitir a los nuevos dueños de Italia la civilización clásica, permanece en el reino de los ostrogodos para intentar enseñarles los rudimentos de trivium y quadrivium. Del siglo VI en adelante, el sistema medieval de estudios académicos se corresponderá con el esquema doble de los contenidos del trivium y el quadrivium.
Debido a la opinión negativa que algunos Padres de la Iglesia manifestaron en relación con la cultura antigua, el cristianismo altomedieval no consideraba prioritaria la enseñanza de las artes liberales. Inicialmente, en las escuelas monásticas y episcopales se enseñaban los rudimentos imprescindibles para entender la Biblia y el canto, dejando de lado las «sutilezas» de la gramática y de la oratoria. No será hasta el diseño educativo de Alcuino cuando las artes liberales pasaron a conformar la parte central del currículo. En las universidades medievales, al trabajo preparatorio del trivium seguían las enseñanzas superiores del quadrivium, esquema que ha pasado a conocerse como «educación clásica», y que no sufrió innovaciones de importancia hasta una nueva época de transformaciones intelectuales, el denominado renacimiento del siglo XII.
El título de «bachiller en artes» era el grado universitario inicial, conferido en la facultad de artes; al que seguía, si se continuaban los estudios, el grado de magíster y el grado superior de doctor.

### Escandinavia
En la Escandinavia medieval surge el concepto de «bókligar listir» (sing. bóklig list) que comprendía habilidades literarias (boglige færdigheder), libros de aprendizaje (lærdom), escolarización (videnskab) y las artes liberales. Las sagas nórdicas son testimonio de dos personajes femeninos versados en bókligar listir: Diana, la princesa protagonista de Hjálmþés saga ok Ölvis, y Hervör, protagonista de la saga Hervarar, esta última además era eficiente en «íþróttir» (un compendio sobre educación superior, hnefatafl (un tipo de ajedrez), oratoria, conocimiento de las runas y medicina). Ambas son excepciones femeninas de unos conocimientos que en el resto del continente eran casi exclusivos del hombre, posiblemente por herencia cristiana sobre los diferentes roles que correspondían al hombre y la mujer.

## Extensión del concepto: profesiones liberales
La separación entre las «humanidades» o «letras» y las «ciencias», desde la época de la Ilustración, inició el problema de las dos culturas, que implica cuestionar si ambas se incluyen en el concepto de «artes liberales». Aún es común excluir de las artes liberales ocupaciones específicas como la agricultura, la ingeniería, la economía y el mundo empresarial y de los negocios. Sin embargo, las disciplinas que vienen siendo universitarias desde la Edad Media, como el Derecho y la medicina son consideradas comúnmente como profesiones liberales. Oficios añejos, como la cirugía y la farmacia, de mucha menor consideración social en las edades Media y Moderna, se han prestigiado hasta identificarse con la medicina. En la Edad Contemporánea, el concepto de profesiones liberales pasó a identificar no solo a las actividades que requerían formación universitaria, sino a nuevas profesiones como el periodismo (que con el tiempo también pasó a enseñarse en la universidad) y, en general, a todas las que permiten mantener despachos profesionales, donde un profesional ejerce de forma autónoma un oficio reconocido socialmente y con algún grado de institucionalización (colegios profesionales, deontología profesional, etc.) También fue decisiva la conformación de un nuevo concepto de ética del trabajo, identificado con las transformaciones sociales e ideológicas que desde la Reforma protestante llevaron con distinto ritmo a unos y otros países (en mayor medida protestantes, pero también católicos) al triunfo del capitalismo y la revolución industrial.

## Materialismo histórico
Según el materialismo histórico, la consideración negativa del trabajo, propia de la justificación ideológica de los modos de producción esclavista y feudal, marcaba una nítida oposición entre el trabajo intelectual (estado idealizado de las clases altas de Grecia y Roma, y único consentido a los estamentos privilegiados del feudalismo y el Antiguo Régimen) y el trabajo manual (propio de las clases populares).